# 阎什镇
闫什镇，是中华人民共和国山東省菏泽市鄄城县下辖的一个乡镇级行政单位。

## 行政区划
闫什镇下辖以下地区：
阎什村、甄庄村、贾庄村、杨庄村、荣堂村、桑树刘村、路垓村、周楼村、陈庄村、东军集村、西军集村、山西李村、红旗村、申魏庄村、三道街村、苏庙村、楚集村、闫庄村、张志门村、申庄村、周垓村、苏集村、刘楼村、闫集村、前刘寺村、后刘寺村、沈口村、沈楼村、刘垓村和张垓村。

## 交通
- 京九铁路：鄄城站